# Splendrillia runcinata
Splendrillia runcinata é uma espécie de gastrópode do gênero Splendrillia, pertencente a família Drilliidae.